# Pál Békés
Dans le nom hongrois Békés Pál, le nom de famille précède le prénom, mais cet article utilise l’ordre habituel en français Pál Békés, où le prénom précède le nom.
Pál Békés ([ˈpaːl], [ˈbeːkeːʃ]), né le 27 mars 1956 et décédé le 28 mai 2010 à Budapest, est un écrivain, dramaturge et traducteur hongrois.

## Prix et récompenses
- Prix Tibor Déry (1998]
- Prix Attila József (2000)
- Prix Sándor Márai (2009)